# Tyihon moszkvai pátriárka
Moszkvai Tyihon (oroszul: Тихон Московский, Klin, 1865. január 31. (julián naptár: január 19.) – Moszkva, 1925. április 7. [március 25.]) született Vaszilij Ivanovics Bellavin (oroszul: Василий Иванович Беллавин) az Orosz Ortodox Egyház (ROC) püspöke km. 1917. november 5-én (október 23.) Moszkva és egész Oroszország 11. pátriárkájának választották,  mintegy 200 éves zsinati uralom után a ROC-ban. A ROC 1989-ben hitvallóként szentté avatta.

## A kezdetek
1878 és 1884 között Bellavin a Pszkov Teológiai Szemináriumban tanult. 1888-ban, 23 évesen szerzett diplomát a szentpétervári teológiai akadémián laikusként. Ezután visszatért a Pszkov Szemináriumba, és az erkölcsi és dogmatikai teológia oktatója lett. 1891-ben, 26 évesen szerzetesi fogadalmat tett, és a Tyihon nevet kapta Zadonszki Szent Tyihon tiszteletére. 1897. október 19-én szentelték fel Lublin püspökévé.

## Püspökként az Amerikai Egyesült Államokban
1898. szeptember 14-én kinevezték az Aleut-szigetek és Alaszka püspökévé. Az Egyesült Államokba ment, és végül amerikai állampolgár lett. Peripatetikus püspökkênt meglátogatta a feltörekvő ortodox emigráns közösségeket különböző amerikai városokban, köztük New Yorkban, Chicagóban, valamint Pennsylvania és Ohio szén- és acélgyártó városaiban.

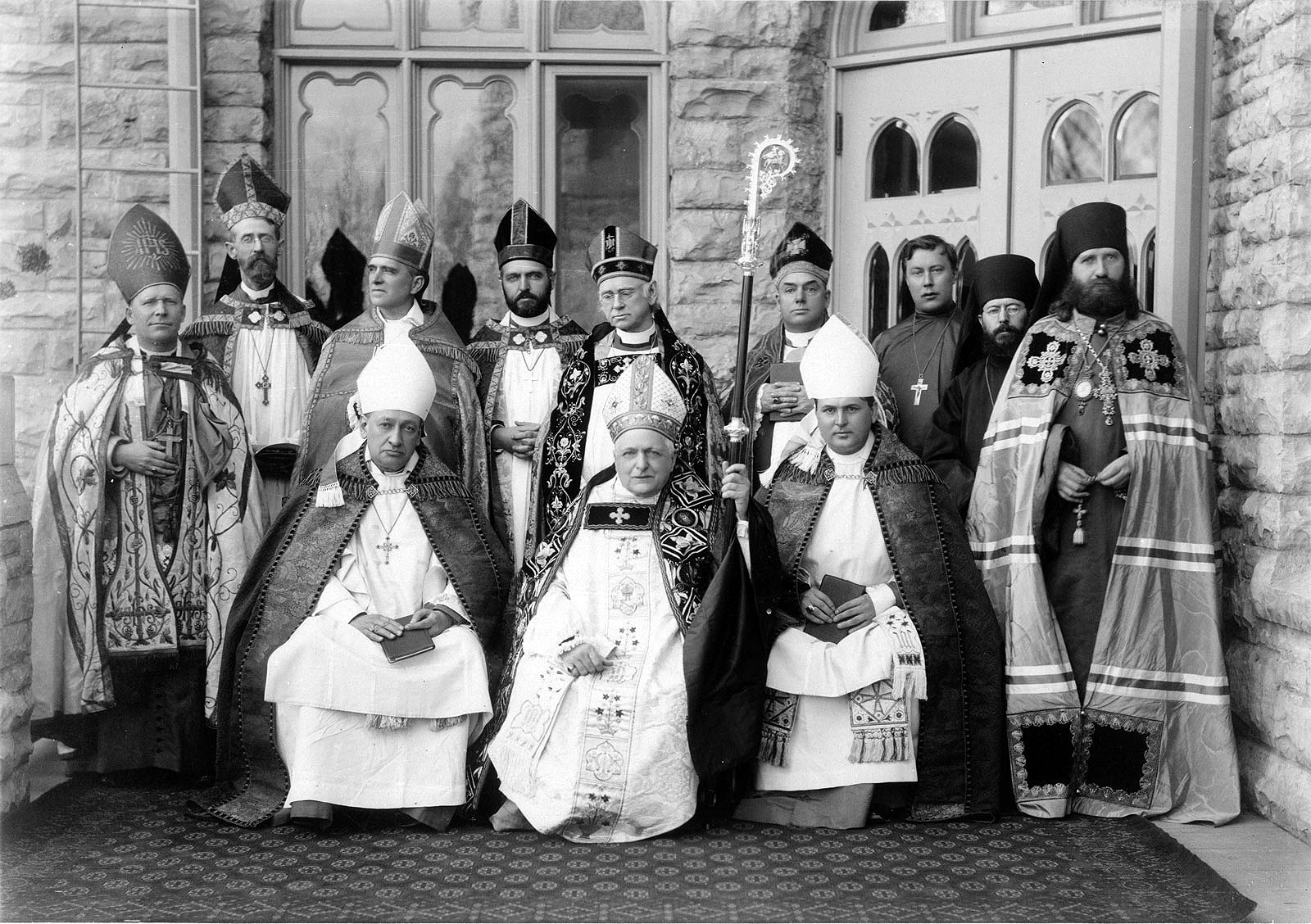
Reginald Heber Weller anglikán püspökké avatása a Fond du Lac-i püspöki egyházmegye Szent Pál-székesegyházában Anthony Kozlowskival a Lengyel Nemzeti Katolikus Egyháztól és Tyihonnal Moszkvában (a káplánokkal, John Kochurov és Sevastijan Dabović lelkészekkel együtt) Jelen van az orosz ortodox egyház

Az észak-amerikai ROC egyházmegye vezetőjeként 1900-ban átszervezte az egyházmegyét, és nevét „Aleut-szigetek és Alaszká”-ról „Aleut-szigetek és Észak-Amerika egyházmegyé”-re változtatta. Két segédpüspöke volt az Egyesült Államokban: Innocent püspök (Pustynsky) Alaszkában és St. Raphael (Hawaweeny) Brooklynban. 1901. május 22-én megáldotta a New York-i Szent Miklós-székesegyház alapkövét (amelynek adománygyűjtése 1894-ben kezdődött, és amelyhez 1900-ban II. Miklós orosz cár 5000 amerikai dollárral járult hozzá) egy nagyszabású ünnepségen, amelyen részt vett a New York-i polgármester, Seth Low, orosz diplomaták és tengerészek, valamint lelkes hívek körében. Az első liturgiát az új épület alagsorában 1902. július 20-án, a nagyteremben pedig november 10-én tartotta Tyihon más észak-amerikai templomok építésében is részt vett, és párbeszédet hozott létre az amerikai görög ortodox egyházakkal. 1902. november 9-én a szíriai antiochiai ortodox bevándorlók számára szentelte fel a brooklyni Szent Miklós-templomot.
Az Egyesült Államokban tartózkodva Tyihon tudatára ébredt az ország vallási sokszínűségének hagyományainak, a növekvő ökumenikus és pánszláv mozgalmaknak, valamint a kelet- és dél-európai bevándorlók sokféle szükségletének. Érkezése előtt, 1890-ben a kárpát-ruszinok küldöttsége is megkereste a San Franciscó-i orosz konzult, és püspököt kért, mivel Minnesota római katolikus érseke, John Ireland megpróbálta kikényszeríteni asszimilációjukat, bár a bizánci rítusú katolikusok korábban. a latin egyház római rítusaiból bizonyos felmentéseket kapott. Bizánci (ruszin) katolikus papjukat, Alexis Tóthot 1892-ben hivatalosan is felvették az orosz ortodox egyházba. 1900-ban Tyihon részt vett Reginald Heber Weller felszentelésekor a Fond du Lac-i püspöki egyházmegye koadjutor püspökévé, bár nem volt egyike a felszentelő püspököknek (mindegyikük episzkopális volt). Több bizánci katolikus csatlakozott a keleti ortodox egyházhoz, különösen a papok 1907 után, amikor X. Piusz pápa kiadta az Ea Sempert, korlátozva a korábban elismert jogukat a házas férfiak felszentelésére.
1905-ben érseki címet adományoztak neki, hivatalos rezidenciáját és egyházmegyei hivatalát San Franciscóból New Yorkba helyezte át. 1905 júniusában az új érsek áldását adta egy pennsylvaniai kolostor, a St. Tikhon's Monastery felállítására, amely az 1930-as években támogatta Szent Tyihon ortodox teológiai szemináriumának megalapítását szeptember 17-én [szeptember 4.]. Az orosz (görög) ortodox Szentháromság-templomot Winnipegben, Manitobában, Kanadában, a McKenzie Street és a Manitoba Avenue sarkán szentelte fel Tyihon új érsek, az észak-amerikai orosz ortodox misszió vezetője, aki hamarosan Moszkva és egész Oroszország pátriárkája lett. A felszentelési szertartáson a Ruszin Gyakorló Iskolában tanuló ukrán tanárok énekeltek.

## Visszatérés Oroszországba és a patriarchátus helyreállítása
1907-ben Tyihon visszatért Oroszországba, miután kinevezték a jaroszlavli székbe. 1913. december 22-én a litvániai vilniusi egyházmegyébe helyezték át.
Az első világháború és az orosz forradalom azonban zűrzavart szült szülőföldjén. 1917. június 21-én a papok és világiak egyházmegyei kongresszusa Tyihont választotta Moszkva uralkodó püspökévé. 1917. augusztus 14-én (július 27.) Tyihont Moszkva metropolitájának méltóságára emelték. Másnap Moszkvában megnyílt a ROC Helyi Tanácsa, az első ilyen találkozó a 17. század vége óta. A tanács fő döntése, amelyet 1917. október 28-án, napokkal azután, hogy a bolsevikok átvették a hatalmat Petrográdban, az volt, hogy visszaállítsák a patriarkátust a ROC-ban. Vlagyimir kijevi metropolita 1917. november 5-én, miután szavazással megválasztották a visszahelyezett Moszkvai Patriarchátus három jelöltjének egyikévé, bejelentette, hogy Tyihon metropolitát sorshúzás után választották ki Moszkva és egész Oroszország új pátriárkájává.

## Patriarkátusa
Az orosz polgárháború idején a pátriárkát, akárcsak az egész orosz egyházat, széles körben antibolseviknak tartották, és sok püspököt és papot száműztek, bebörtönöztek vagy ki is végeztek az új rezsim parancsára. Tyihon nyíltan elítélte a cári család 1918-as meggyilkolását, és tiltakozott a bolsevikok egyház elleni erőszakos támadásai ellen. 1920-ban autonómiát adott az amerikai ortodox egyháznak és az Oroszországi Egyház más egyházmegyéinek, amelyek kikerültek a legfelsőbb egyházi hatalom (azaz a pátriárka) irányítása alól, egészen addig az időpontig, amíg a legfelsőbb hatóságok egyházzal való normális kapcsolatai létre nem jönnek.
1921 novemberében az Oroszországból 1919–1920-ban elmenekült orosz püspökök közül sokan összegyűltek Szremszki Karlovciban, a Jugoszláv Királyságban, és számos antibolsevik kijelentést fogadtak el; májusban a két testület kapcsolata szabálytalanná vált. A Külföldi Orosz Ortodox Egyháznak (ROCOR) és a Moszkvai Patriarkátusnak 2007-ig nem volt hivatalos kapcsolata.

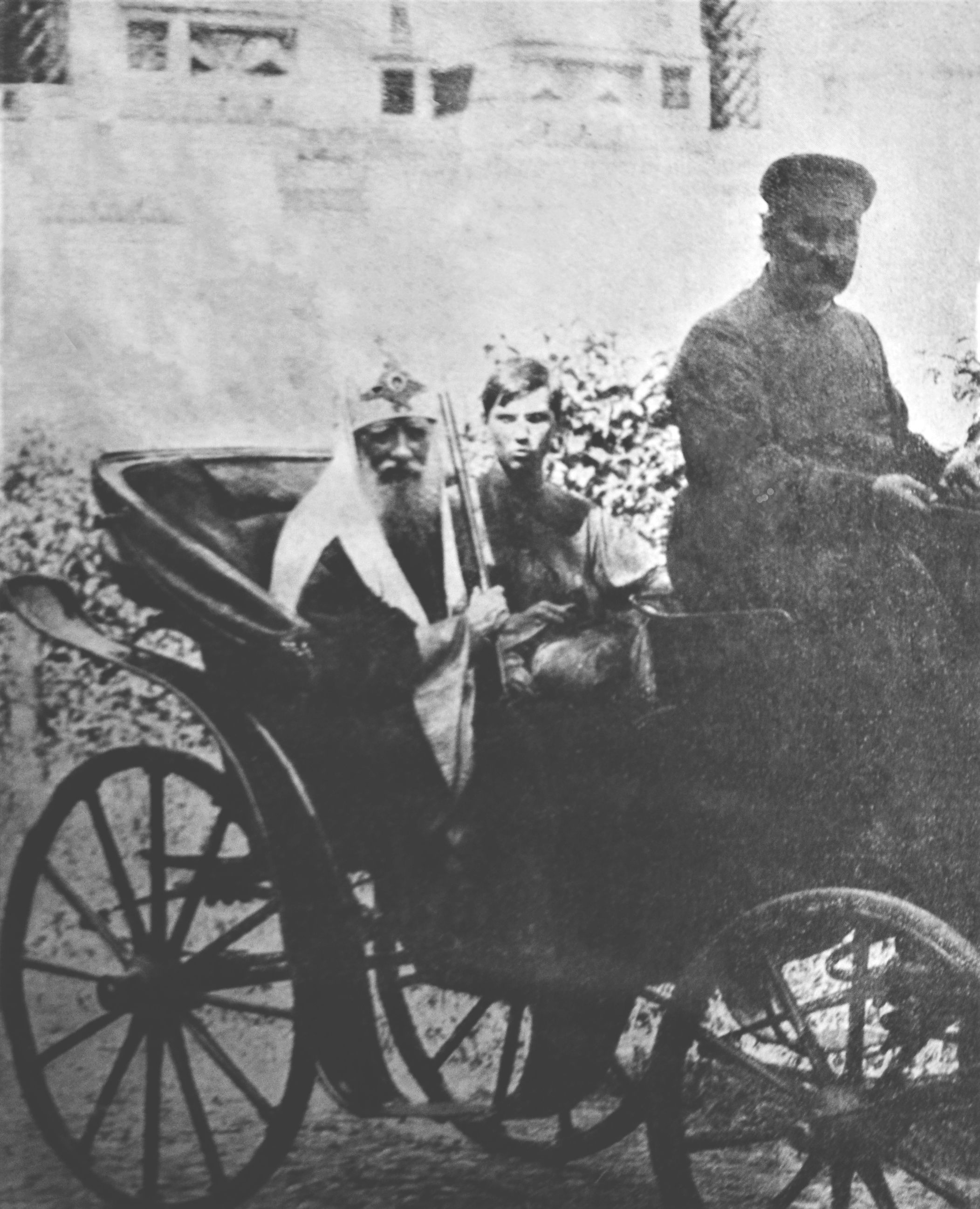
Tyihon moszkvai pátriárka a Donszkoj-kolostor közelében, 1923. július

1922-ben Oroszországot tömeges éhínség sújtotta. A kommunista kormány a helyzetet arra használta fel, hogy elkobozza az egyházi javakat, és megvádolja a pátriárkát, hogy szabotőr. 1922 áprilisától 1923 júniusáig házi őrizetben tartották a Donszkoj kolostorban. Az egyházi tulajdon államosítása elleni nyilvános tiltakozását bűncselekménynek minősítették. Ez nemzetközi visszhangot váltott ki, és több ország hivatalosan tiltakozott a szovjet kormánynál.
A hatóságok nyomására Tyihon több üzenetet intézett a hívőkhöz, amelyekben részben kijelentette, hogy „már nem ellensége a szovjet hatalomnak”. Ezen üzenetek szöveges elemzése jelentős hasonlóságot mutat a Politikai Hivatalban a „Tyihon-ügyről” kicserélt dokumentumokkal. „Hűségnyilatkozata” ellenére továbbra is élvezte az oroszországi ortodox közösség bizalmát. 1923-ban Tyihont az úgynevezett Élő Egyház Szovjet által támogatott tanácsa „leváltotta”, amely kimondta, hogy „a továbbiakban egyszerű állampolgár – Vaszilij Bellavin”. Ezt a jelentést soha nem ismerték el az Orosz Ortodox Egyház cselekményeként, ezért érvénytelennek tekinti mind az Orosz Ortodox Egyház, mind az Orosz Föderáció.

## Halála
1924-ben a pátriárka megbetegedett, és kórházba került. 1925. április 5-én szolgálta utolsó isteni liturgiáját, és két nappal később, március 25-én (április 7-én), az Angyali üdvözlet ünnepén halt meg. Április 12-én temették el a moszkvai Donszkoj kolostor téli templomában. Halála óta széles körben mártírként vagy hitvallóként tartották számon.

## Szentté avatása

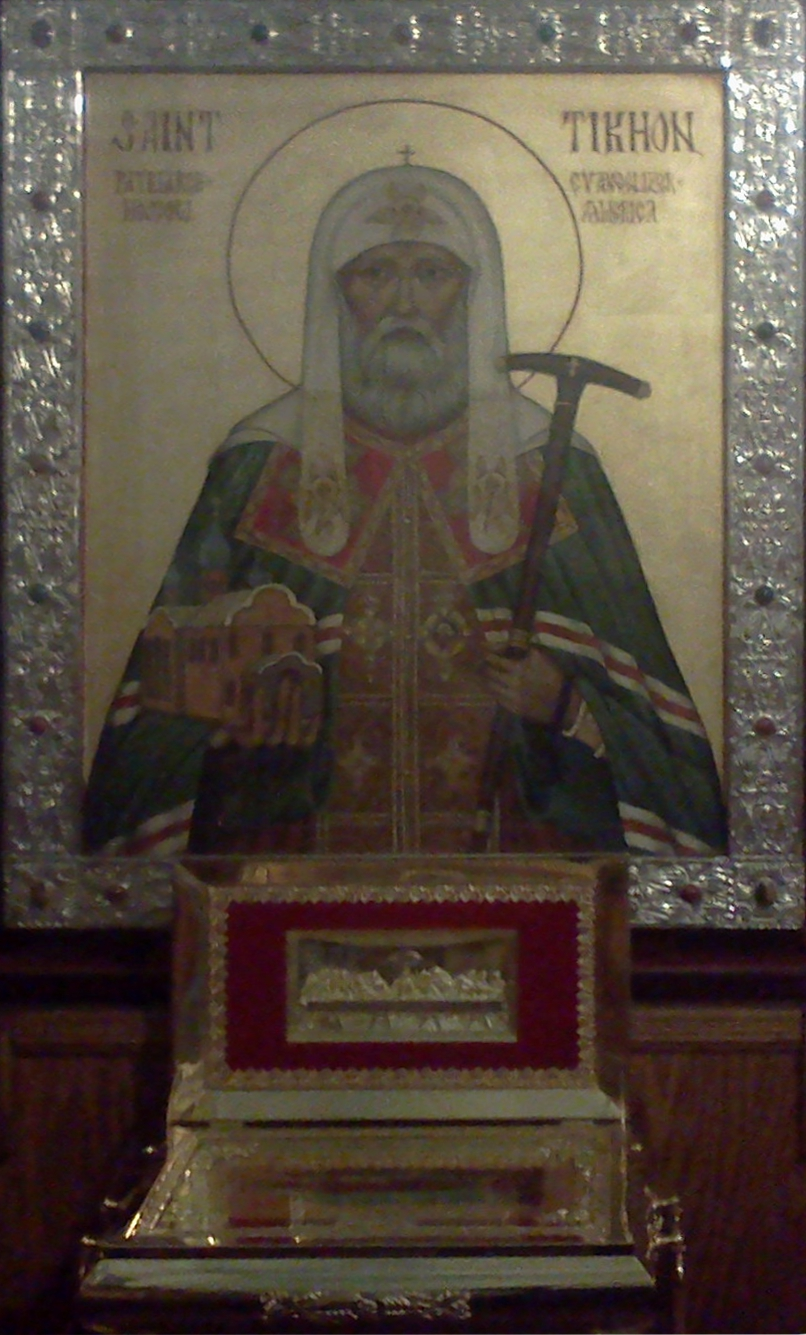
Ikon Moszkvai Szent Tyihon ereklyetartójával a Zadonski Szent Tyihon-kolostor Katholikonjában, Dél-Canaánban, Pennsylvaniában

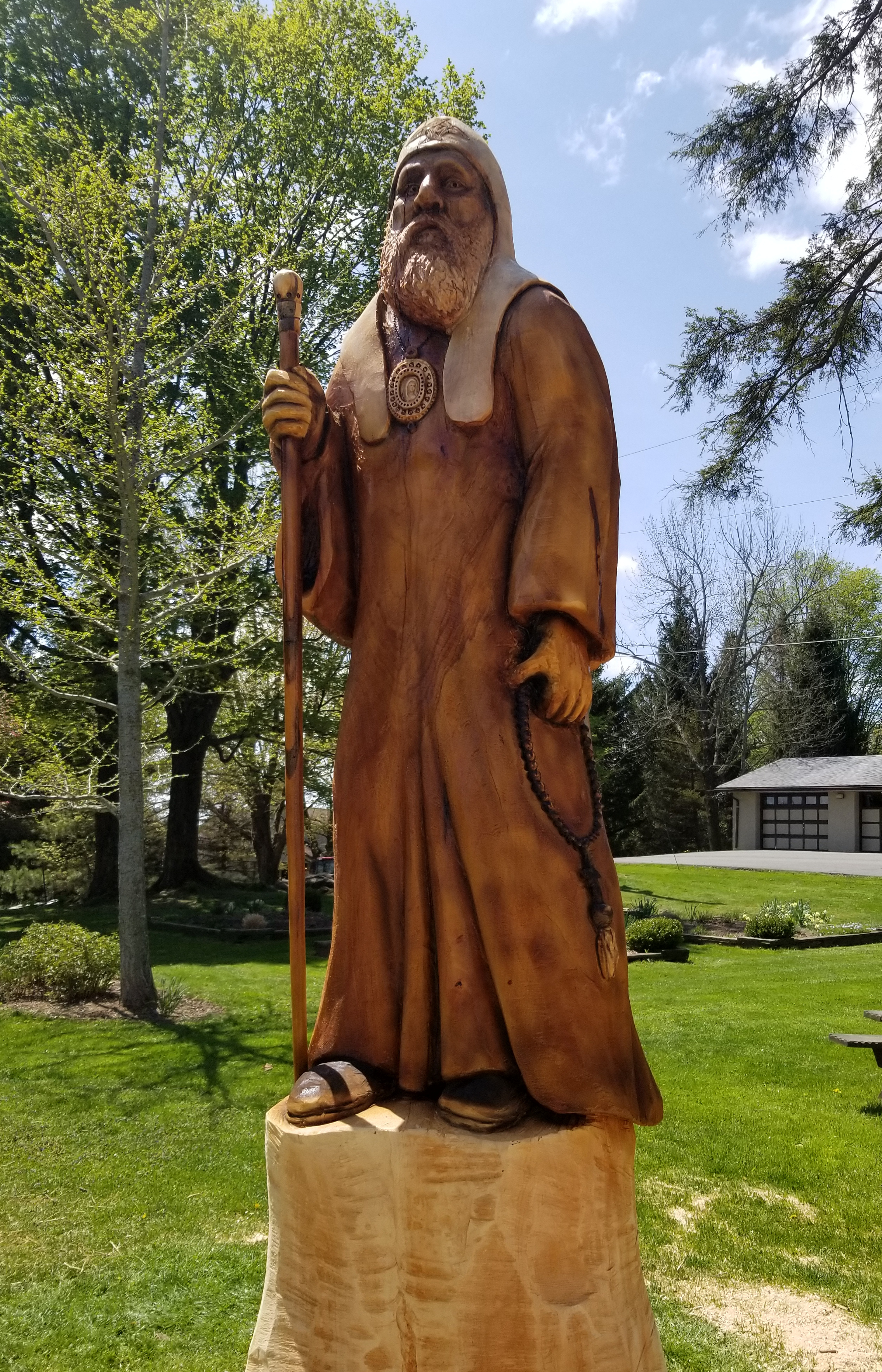
Moszkvai Szent Tyihon fából készült szobra a zadonski Szent Tyihon-kolostorban

Tyihont az Oroszországon kívüli Orosz Ortodox Egyház Püspöki Szinódusa szentté avatta a szovjet iga újmártírjainak és hitvallóinak nagy dicsőítésével összefüggésben november 1-jén. Később a Moszkvai Patriarkátus dicsőítette az 1989. október 9–11-i Püspöki Tanácson. Ezt a későbbi szentté avatási folyamatot általában az egyházi – szovjet kapcsolatok enyhülése példájának tekintik a Glasznoszty-korszakban. Az Amerikai Episzkopális Egyház az észak-amerikai anglikán egyházzal együtt halálának évfordulóján, április 7-én ünnepelve emlékezik meg Tyihonról liturgikus naptárában.
Szent Tyihon ereklyéit elveszettnek hitték, de 1992. február 19-én a Donszkoj-kolostor egyik rejtett kriptájában megtalálták koporsóját, február 22-én pedig felnyitották, és ereklyéiről kiderült, hogy szinte teljesen épek. Az ereklyéket ereklyetartóba helyezték, és április 5-én ötven püspök ünnepélyesen áthelyezte őket a Donszkoj-kolostor Katholikonjába (főtemplom) a szolea melletti díszhelyre (a szentélyhez közel).
Szent Tyihon az ortodox nyugati rítus védőszentje.

## Fordítás
- Ez a szócikk részben vagy egészben  a   Patriarch Tikhon of Moscow című angol Wikipédia-szócikk ezen változatának fordításán alapul.  Az eredeti cikk szerkesztőit annak laptörténete sorolja fel. Ez a jelzés csupán a megfogalmazás eredetét és a szerzői jogokat jelzi, nem szolgál a cikkben szereplő információk forrásmegjelöléseként.